# Aéroport international de Memphis
L'aéroport international de Memphis (en anglais : Memphis International Airport), également connu sous l'acronyme MEM (code IATA : MEM • code OACI : KMEM), est un aéroport américain situé à Memphis, au Tennessee.
Se trouvant à 5 kilomètres au sud-est du centre-ville, son trafic de passagers est en baisse ces dernières années, passant de 10 229 627 voyageurs en 2009 à 4 644 490 en 2019, ce qui en fait le deuxième aéroport de l'État en termes d'usage commercial après l'aéroport international de Nashville. Il est cependant la base principale de FedEx et de ce fait le premier aéroport en termes de transport de marchandises de l'ensemble de l'hémisphère ouest, ainsi que deuxième mondial après l'aéroport international de Hong Kong.

## Histoire

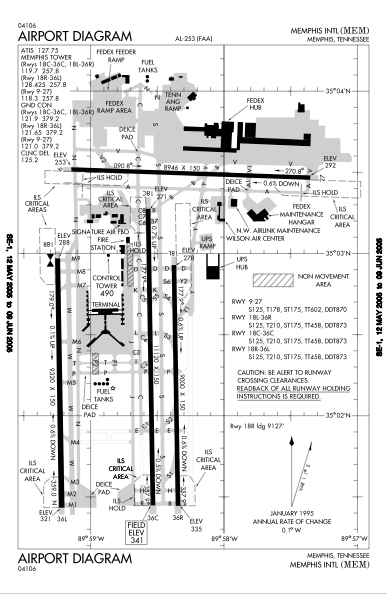
Carte de l'aéroport.

C'est le trente-septième aéroport nord-américain avec plus de 10 millions de passagers qui y ont transité en 2010. 
L'aéroport international de Memphis est une plate-forme de correspondance de la compagnie aérienne américaine Delta Air Lines.
À la suite de l’Airline Deregulation Act, signé par Jimmy Carter en 1978, cet aéroport est devenu berceau de FedEx.
En juin 1982, une nouvelle tour de contrôle du trafic aérien est dédiée et nommée en l'honneur de l'aviatrice Phoebe Omlie et son mari Vernon Omlie. 
Le volume de fret traité en 2008 était de 3 695 438 tonnes, en baisse de 3,8 % par rapport à 2007.

## Situation
| \| 50 km1:7 299 000 \| McKellar-Sipes Tri-Cities Chattanooga McGhee Tyson Memphis Nashville |
| 50 km1:7 299 000                                                                            |

## Compagnies et destinations
| Compagnies               | Destinations | Refs   |
| ------------------------ | --- | ------ |
| Air Canada Express       | Toronto (Pearson) | [ 3 ]  |
| Allegiant Air            | Fort Lauderdale-Hollywood, Las Vegas-Harry-Reid, Los Angeles, Orlando-Sanford, St. Petersburg-Clearwater En saison : Austin-Bergstrom , Cincinnati-Northern Kentucky , Des Moines , Fort Walton-Nord Floride, Oakland, Phoenix-Mesa-Gateway, Pittsburgh , Punta Gorda (Floride), Palm Beach | [ 5 ]  |
| American Airlines        | Charlotte-Douglas, Dallas-Fort Worth, Philadelphie, Phoenix-Sky Harbor, Washington-Reagan En saison : Los Angeles | [ 6 ]  |
| American Eagle           | Charlotte-Douglas, Chicago-O'Hare, Dallas-Fort Worth, Miami, New York-LaGuardia, Philadelphie, Phoenix-Sky Harbor, Washington-Reagan | [ 6 ]  |
| Delta Air Lines          | Atlanta H.-Jackson, Détroit, Los Angeles, Minneapolis-Saint-Paul, Salt Lake City | [ 8 ]  |
| Delta Connection         | Détroit, Minneapolis-Saint-Paul, New York-LaGuardia | [ 8 ]  |
| Frontier Airlines        | Denver En saison : Orlando, Philadelphie | [ 9 ]  |
| Southern Airways Express | Atlanta (Dekalb-Peachtree) (en), Destin (en), El Dorado (Goodwin Field) (en), Harrison (Boone County) (en), Jackson-Evers, Nashville | [ 10 ] |
| Southwest Airlines       | Atlanta H.-Jackson , Baltimore-T. Marshall, Chicago-Midway, Dallas-Love Field, Denver, Houston-W. P. Hobby, Orlando, Tampa | [ 12 ] |
| United Airlines          | Denver, Houston-George Bush En saison : Chicago-O'Hare | [ 13 ] |
| United Express           | Chicago-O'Hare, Denver, Houston-George Bush, Newark-Liberty | [ 13 ] |

Édité le 03/02/2020

## Incidents et accidents
- 18 décembre 2003 : le vol FedEx 647 cargo entre Oakland et Memphis. Le MD-10-10F rate son atterrissage et finit dans l'herbe. l'avion est détruit à la suite de l'incendie. Il n'y a aucune victime sur les 7 membres d'équipage.